# Stimmkreis Dingolfing
Der Stimmkreis Dingolfing (Stimmkreis 202) ist ein Stimmkreis in Niederbayern. Er umfasst mindestens seit der Landtagswahl 2008 den Landkreis Dingolfing-Landau sowie die Stadt Vilsbiburg und die Gemeinden Aham, Altfraunhofen, Baierbach, Bodenkirchen, Geisenhausen, Gerzen, Kröning, Neufraunhofen, Niederaichbach, Postau, Schalkham, Velden, Vilsheim, Weng, Wörth a.d.Isar, Wurmsham des Landkreises Landshut. Die übrigen Gemeinden dieses Landkreises gehören zum Stimmkreis Landshut.

## Landtagswahl 2023
Zur Landtagswahl 2023 traten folgende Parteien und Direktkandidaten im Stimmkreis Dingolfing an und erzielten folgende Ergebnisse:
| Nr. | Direktkandidat  | Partei       | Erststimmen in % | Gesamtstimmen in % | Veränderung der Gesamtstimmen im Vergleich zur Landtagswahl 2018 in % |
| --- | --------------- | ------------ | ---------------- | ------------------ | --------------------------------------------------------------------- |
| 1   | Petra Loibl     | CSU          | 34,8             | 30,0               | - 7,9                                                                 |
| 2   | Tobias Martin   | GRÜNE        | 6,5              | 6,5                | - 3,6                                                                 |
| 3   | Jutta Widmann   | Freie Wähler | 24,9             | 32,2               | + 12,8                                                                |
| 4   | Lars Pohl       | AfD          | 19,9             | 18,4               | + 4,4                                                                 |
| 5   | Bernd Vilsmeier | SPD          | 5,2              | 5,0                | - 1,5                                                                 |
| 6   | Michael Limmer  | FDP          | 2,5              | 2,2                | - 1,5                                                                 |
| 7   | Stefan Hemmann  | LINKE        | 1,1              | 1,0                | - 1,0                                                                 |
| 8   | Mathias Kahlert | BP           | 1,6              | 1,3                | - 1,8                                                                 |
| 9   | Alois Aigner    | ÖDP          | 3,6              | 2,9                | + 0,4                                                                 |
| 10  | -               | V-Partei³    | -                | 0,1                | ± 0,0                                                                 |
| 11  | -               | dieBasis     | -                | 0,3                | + 0,3                                                                 |

## Wahl 2018
Bei der Landtagswahl 2018 waren im Stimmkreis 112.960 Einwohner wahlberechtigt. Die Wahl hatte folgendes Ergebnis:
| Direktkandidat        | Partei           | Erststimmen in % | Gesamtstimmen in % | Veränderung der Gesamtstimmen im Vergleich zur Landtagswahl 2013 in % |
| --------------------- | ---------------- | ---------------- | ------------------ | --------------------------------------------------------------------- |
| Petra Loibl           | CSU              | 39,4             | 37,9               | – 9,9                                                                 |
| Florian Huber         | SPD              | 6,3              | 6,5                | – 7,9                                                                 |
| Jutta Widmann         | Freie Wähler     | 17,9             | 19,4               | + 3,7                                                                 |
| Marlene Schönberger   | GRÜNE            | 10,3             | 10,1               | + 4,7                                                                 |
| Marco Thomas Altinger | FDP              | 3,7              | 3,7                | – 0,3                                                                 |
| Aleksandra Freinecker | LINKE            | 2,1              | 2,0                | + 0,2                                                                 |
| Hans-Jürgen Müller    | BP               | 3,3              | 3,1                | – 0,7                                                                 |
| Klaus Seufzger        | ÖDP              | 2,7              | 2,5                | – 0,5                                                                 |
| -                     | PIRATEN          | -                | 0,2                | – 1,2                                                                 |
| Josef Seidl           | AfD              | 14,3             | 13,8               | + 13,8                                                                |
| -                     | mut              | -                | 0,3                | + 0,3                                                                 |
| -                     | Tierschutzpartei | -                | 0,5                | + 0,5                                                                 |
| -                     | V-Partei³        | -                | 0,1                | + 0,1                                                                 |

Neben der direkt gewählten Stimmkreisabgeordneten Petra Loibl (CSU) wurden die Direktkandidaten der Freien Wähler, Jutta Widmann, und der AfD, Josef Seidl, in den Landtag gewählt.

## Wahl 2013
Bei der Landtagswahl 2013 waren im Stimmkreis 112.148 Einwohner wahlberechtigt. Die Wahlbeteiligung betrug 61,4 %. Die Wahl hatte folgendes Ergebnis:
| Direktkandidat       | Partei       | Erststimmen in % | Gesamtstimmen in % | Veränderung der Gesamtstimmen im Vergleich zur Landtagswahl 2008 in % |
| -------------------- | ------------ | ---------------- | ------------------ | --------------------------------------------------------------------- |
| Erwin Huber          | CSU          | 48,0             | 47,8               | + 0,8                                                                 |
| Bernd Vilsmeier      | SPD          | 14,2             | 14,4               | − 0,7                                                                 |
| Jutta Widmann        | Freie Wähler | 14,8             | 15,7               | + 4,5                                                                 |
| Günther Sandmeyer    | GRÜNE        | 5,1              | 5,4                | + 0,2                                                                 |
| Franz Egerer         | FDP          | 4,6              | 4,0                | - 4,2                                                                 |
| Stefan Fleischmann   | LINKE        | 1,8              | 1,8                | - 1,8                                                                 |
| Helmut Pix           | ÖDP          | 3,3              | 3,0                | - 0,8                                                                 |
| Franz Johann         | REP          | 1,5              | 1,4                | - 1,2                                                                 |
| Georg Helml          | NPD          | 1,1              | 1,2                | - 0,2                                                                 |
| Erwin Beck           | BP           | 4,2              | 3,8                | + 2,1                                                                 |
| Alois Lichtmannecker | PIRATEN      | 1,4              | 1,5                | + 1,5                                                                 |

## Wahl 2008
Bei der Landtagswahl 2008 waren im Stimmkreis 110.181 Einwohner wahlberechtigt. Die Wahlbeteiligung betrug 57,2 %. Die Wahl hatte folgendes Ergebnis:
| Direktkandidat        | Partei       | Erststimmen in % | Gesamtstimmen in % | Veränderung der Gesamtstimmen im Vergleich zur Landtagswahl 2003 in % |
| --------------------- | ------------ | ---------------- | ------------------ | --------------------------------------------------------------------- |
| Erwin Huber           | CSU          | 47,0             | 47,0               | − 19,5                                                                |
| Udo Egleder           | SPD          | 16,4             | 15,1               | + 2,0                                                                 |
| Gisela Floegel        | GRÜNE        | 5,3              | 5,3                | + 1,0                                                                 |
| Johann Kaltenhauser   | Freie Wähler | 9,8              | 11,2               | + 4,0                                                                 |
| Franz Egerer          | FDP          | 8,7              | 8,2                | + 6,6                                                                 |
| Patrick Korfmann      | REP          | 2,5              | 2,7                | – 0,6                                                                 |
| Helmut Pix            | ödp          | 3,6              | 3,7                | + 0,6                                                                 |
| Anton Maller          | BP           | 1,6              | 1,7                | + 0,6                                                                 |
| Dominik Kreuzpaintner | LINKE        | 3,6              | 3,6                | + 3,6                                                                 |
| -                     | VIOLETTE     | -                | 0,2                | + 0,2                                                                 |
| Gerald Schmidt        | NPD          | 1,4              | 1,4                | + 1,4                                                                 |